# Хуліан Естівен Велес
Хуліан Естівен Велес Упегі (ісп. Juan Estiven Vélez Upegui, нар. 9 лютого 1982, Медельїн, Колумбія) — колумбійський футболіст, що грав на позиції півзахисника.
Виступав за національну збірну Колумбії.

## Клубна кар'єра
Вихованець футбольної школи клубу «Атлетіко Насьйональ».
У дорослому футболі дебютував 2004 року виступами за команду клубу «Депортес Кіндіо», в якій провів два сезони, взявши участь у 57 матчах чемпіонату.
Протягом 2006—2006 років захищав кольори команди клубу «Депортіво Перейра».
Своєю грою за останню команду привернув увагу представників тренерського штабу клубу «Атлетіко Насьйональ», до складу якого приєднався 2007 року. Відіграв за команду з Медельїна наступні два сезони своєї ігрової кар'єри. Більшість часу, проведеного у складі «Атлетіко Насьйональ», був основним гравцем команди.
Згодом з 2010 по 2014 рік грав у складі команд клубів «Ульсан Хьонде», «Віссел» (Кобе) та «Чеджу Юнайтед».
Завершив професійну ігрову кар'єру у клубі «Токусіма Вортіс», за команду якого виступав протягом 2014—2015 років.

## Виступи за збірну
2006 року дебютував в офіційних матчах у складі національної збірної Колумбії. Протягом кар'єри у національній команді, яка тривала три роки, провів у формі головної команди країни 15 матчів.